# Zasavica (réserve naturelle)
Pour les articles homonymes, voir Zasavica.
La réserve naturelle de Zasavica (en serbe cyrillique : Специјални резерват природе Засавица) est une aire protégée située en Serbie. Depuis 2008, le site est inscrit sur la liste des sites Ramsar pour la conservation et l'utilisation durable des zones humides (site no 1783),. Il est également considéré comme une zone importante pour la conservation des oiseaux (ZICO no RS008).

## Biodiversité

### Flore

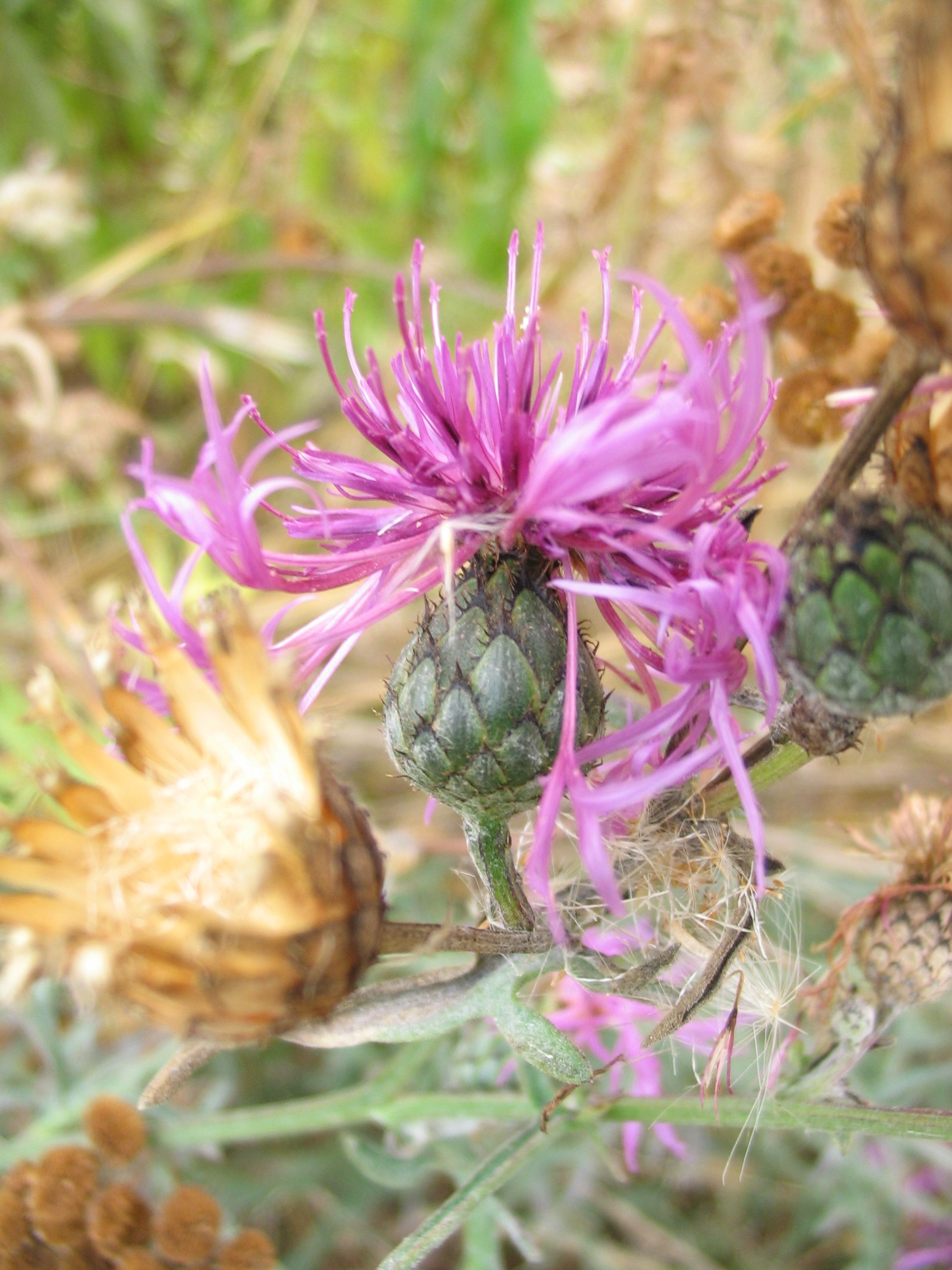
La Centaurée de Pannonie

Près de 600 espèces de plantes sont répertoriées dans la réserve.
En tant que zone humide et marécageuse, Zasavica abrite de nombreuses plantes aquatiques. Parmi les espèces les plus importantes figurent notamment le Nénuphar blanc (Nymphaea alba) et le Nénuphar jaune (Nuphar lutea), l'Aloès d'eau (Stratiotes aloides), le Faux nénuphar (Nymphoides peltata), l'Ortie des marais (Urtica kioviensis) ou l'Acore odorant (Acorus calamus). On y trouve aussi des plantes comme la Grande utriculaire (Utricularia australis), qui est une espèce de plante carnivore, et le Scirpe à trois angles, tous deux inscrits sur le Livre rouge de la flore de Serbie. La Pesse vulgaire (Hippuris vulgaris), l'Hottonie des marais (Hottonia palustris), la Renoncule langue (Ranunculus lingua) et la Centaurée de Pannonie (Centaurea sadlerana), une espèce endémique de la région, poussent également dans la réserve.
La forêt couvre environ 16,74 % du territoire de la réserve. Y poussent notamment le Chêne pédonculé (Quercus robur) et le Chêne chevelu (Quercus cerris), le Frêne à feuilles étroites (Fraxinus angustifolia), l'Orme lisse (Ulmus laevis), le Poirier sauvage (Pyrus pyraster) ou encore l'Aulne noir (Alnus glutinosa). On y trouve aussi des arbrisseaux et des arbustes comme le Noisetier (Corylus avellana), le Fusain d'Europe (Euonymus europaeus) ou le Nerprun officinal (Rhamnus cathartica).
Parmi les herbacées, on peut citer l'Anémone fausse renoncule (Anemone ranunculoides), la Corydale creuse (Corydalis cava), le Muguet de mai (Convallaria majalis), la Scille à deux feuilles (Scilla bifolia) ainsi que l'Alkékenge (Physalis alkekengi), la Clématite à feuilles entières (Clematis integrifolia)  et l'Arum tacheté (Arum maculatum). Dans la famille des Orchidées, on peut notamment rencontrer la Céphalanthère de Damas (Cephalanthera damasonium ou Cephalanthera alba), qui est en voie d'extinction en Serbie. L'Orobanche rouge (Orobanche lutea), présente dans le secteur, est menacée par l'activité humaine.

### Champignons
À la suite de recherches systématiques effectuées en 2008, le nombre d'espèces de champignons présentes dans la réserve est estimé à 250.

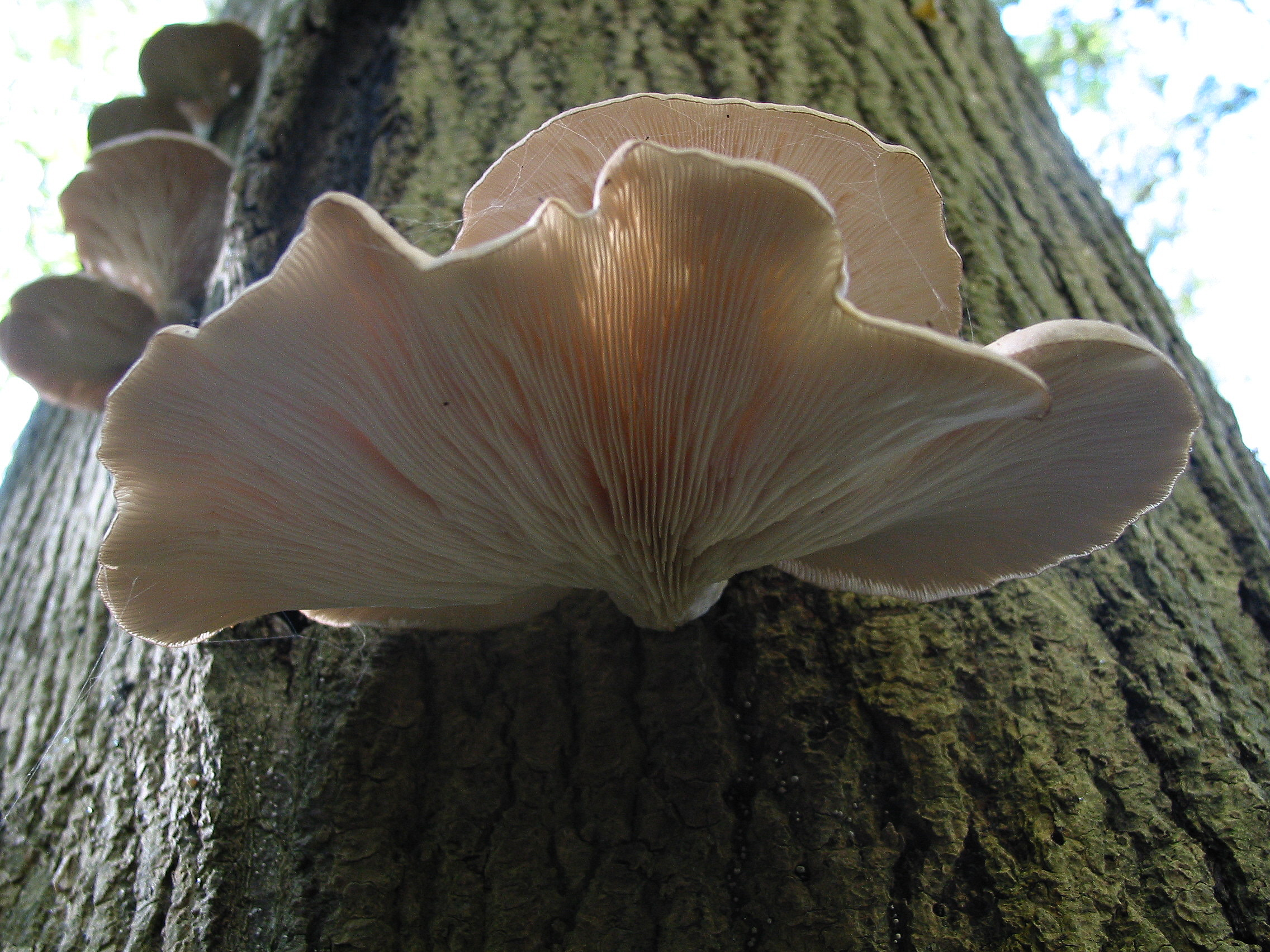
Le Pleurote en huître

Plusieurs espèces comestibles poussent à Zasavica comme l'Oreille de Judas (Auricula auricularia judae), l'Agaric des forêts (Agaricus silvaticus), le Rosé des prés (Agaricus campestris), l'Agaric bulbeux (Agaricus abruptibulbus), la Pholiote du peuplier ( Cyclocybe parasitica), la Lépiote pudique (Leucoagaricus leucothites), la Coulemelle (Macrolepiota procera), la Lépiote déguenillée (Chlorophyllum rhacodes) ou l'Armillaire sans anneau (Armillaria tabescens). On y trouve aussi des espèces du genre Boletus, Leccinum et Gyroporus, ainsi que des espèces comme la Girolle (Cantharellus cibarius), le Polypore soufré  Laetiporus sulphureus), le Polypore écailleux (Polyporus squamosus), le Marasme des Oréades (Marasmius oreades), la Collybie à pied velouté (Flammulina velutipes), le Pleurote en huître (Pleurotus ostreatus), le Coprin chevelu (Coprinus comatus), la Vesse-de-loup géante ( Calvatia gigantea) ; des champignons du genre Morchella poussent à Zasavica, ainsi que le Mousseron (Calocybe gambosa), le Lactaire délicieux (Lactarius deliciosus), la Russule verdoyante (Russula virescens) et bien d'autres.
D'autres espèces, non comestibles, poussent dans le secteur comme l'Amanite phalloïde (Amanita phalloides), l'Amanite panthère (Amanita pantherina) ou d'autres espèces du genre Scleroderma ou Psylocibe. La réserve abrite également des espèces comme le Pleurote de l’olivier (Omphalotus olearius, l'Agaric jaunissant (Agaricus xanthodermus), l'Amanite printanière (Amanita verna), la Plutée du saule (Pluteus salicinus), la Lyophylle en touffe (Lyophyllum connatum) ou le Panéole à gaine (Panaeolus sphinctrinus). Parmi les plus beaux champignons de la réserve, on peut citer : la Pézize écarlate (Sarcoscypha coccinea), la Clavaire à crêtes (Clavulina cristata), la Xylaire polymorphe (Xylaria polymorpha) et la Xylaire à long pied (Xylaria longipes), le Géastre nain (Geastrum nanum) et le Géastre sessile (Geastrum fimbriatum), la Vesse-de-loup perlée (Lycoperdon perlatum), l'Hygrocybe cochenille (Hygrocybe coccinea), le Cyathe strié (Cyathus striatus) ou encore le Polypore en touffe (Grifola fondosa) et le Ganoderme luisant (Ganoderma lucidum).

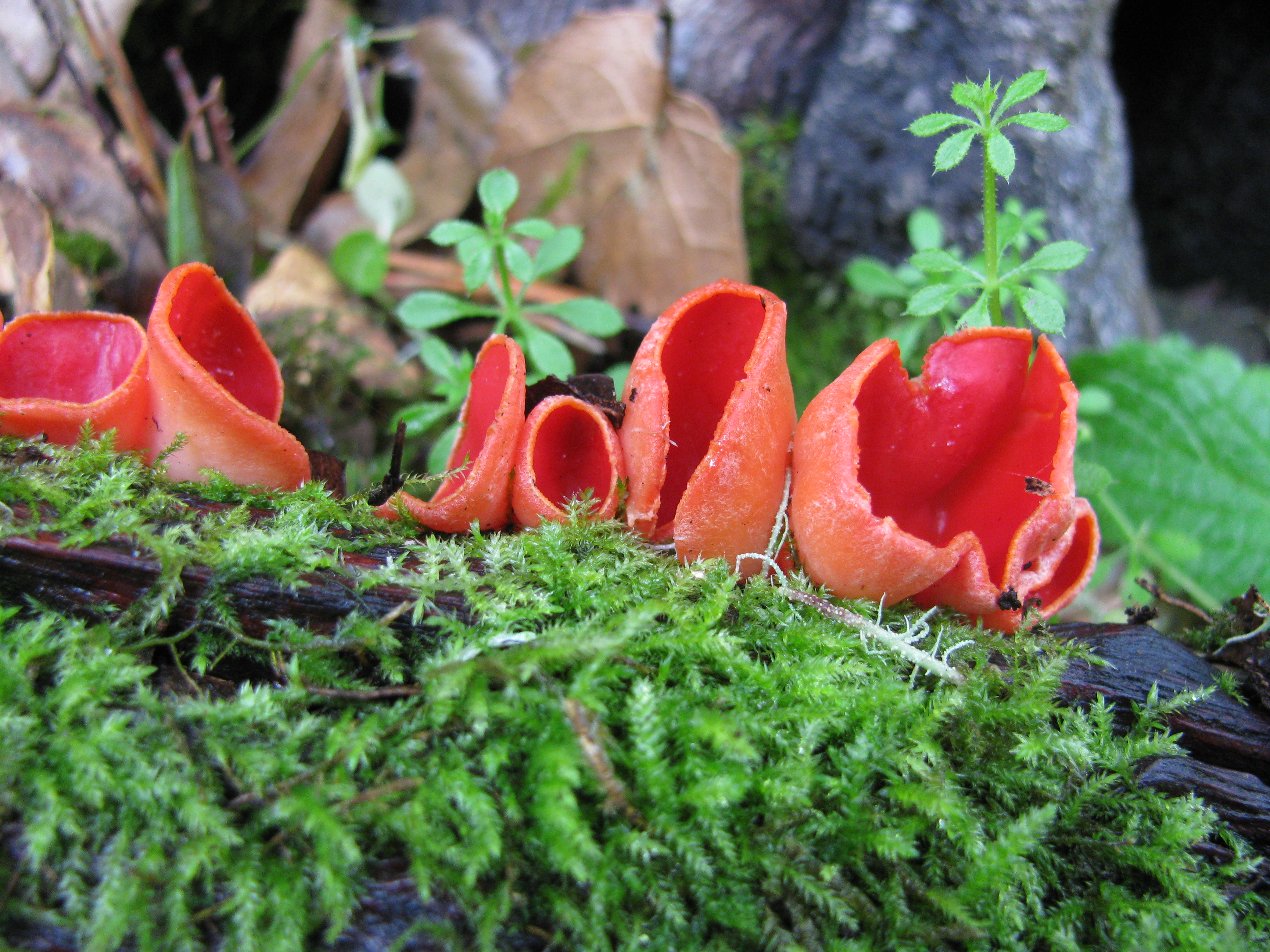
La Pézize écarlate
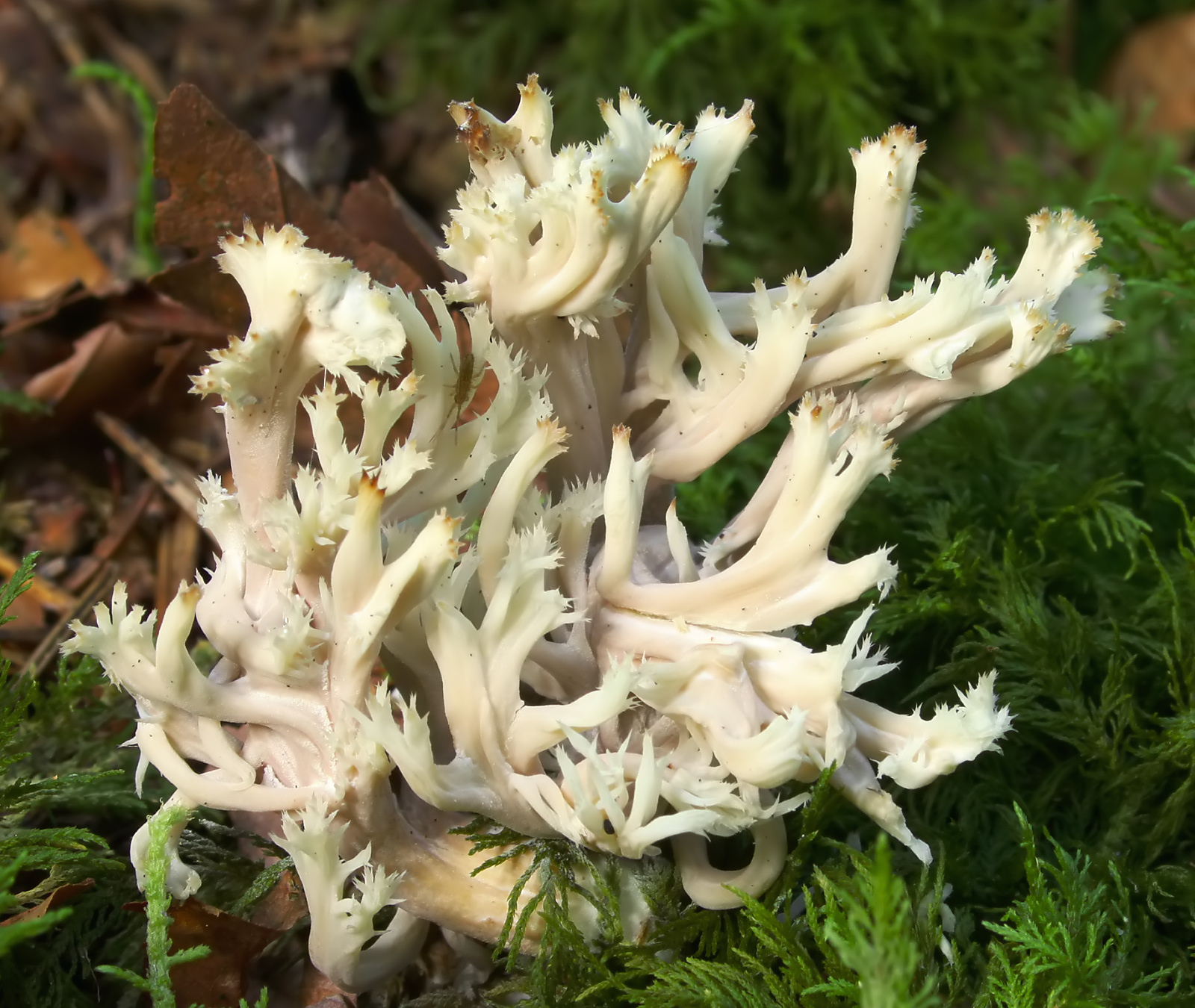
La Clavaire à crêtes
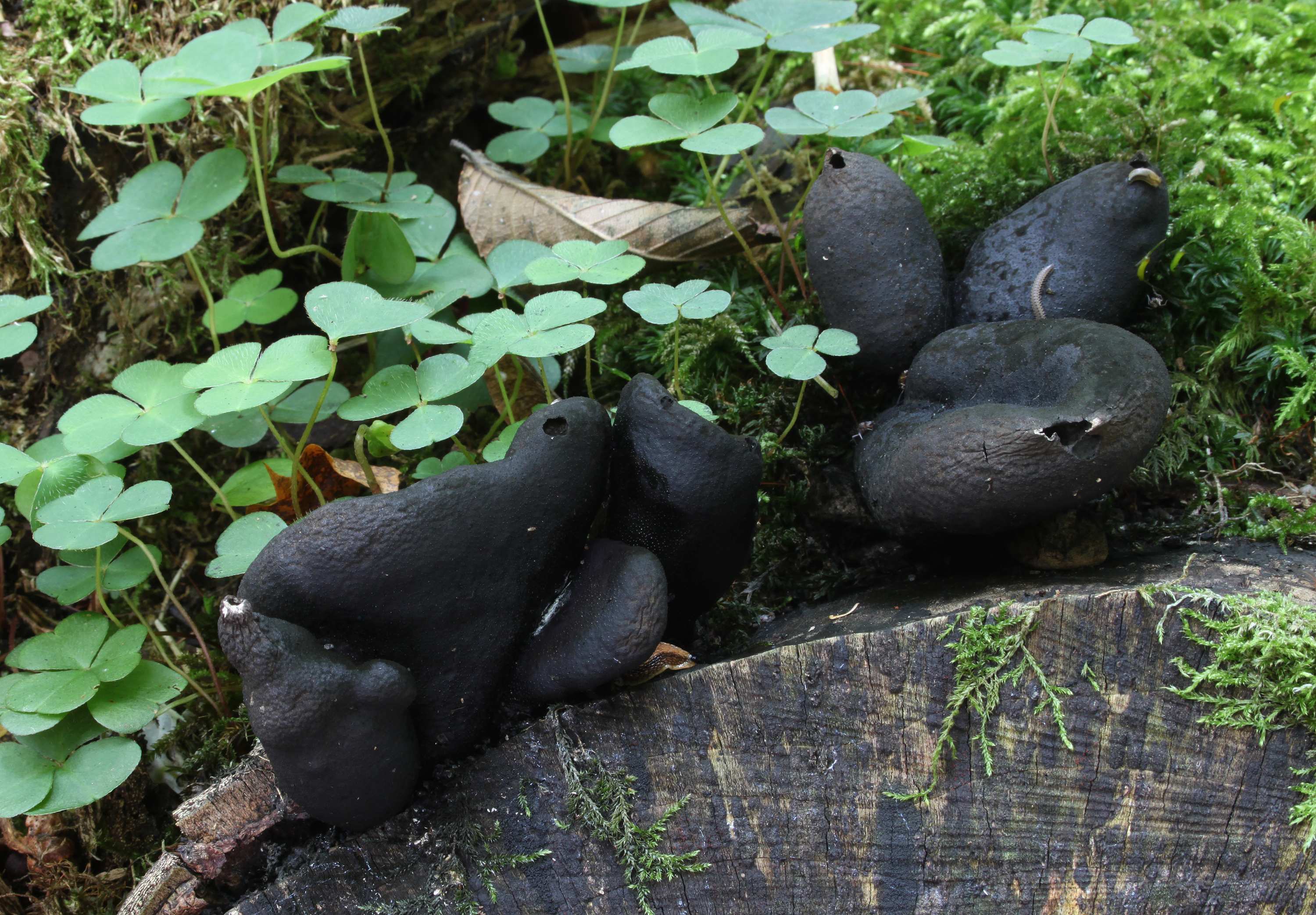
La Xylaire polymorphe
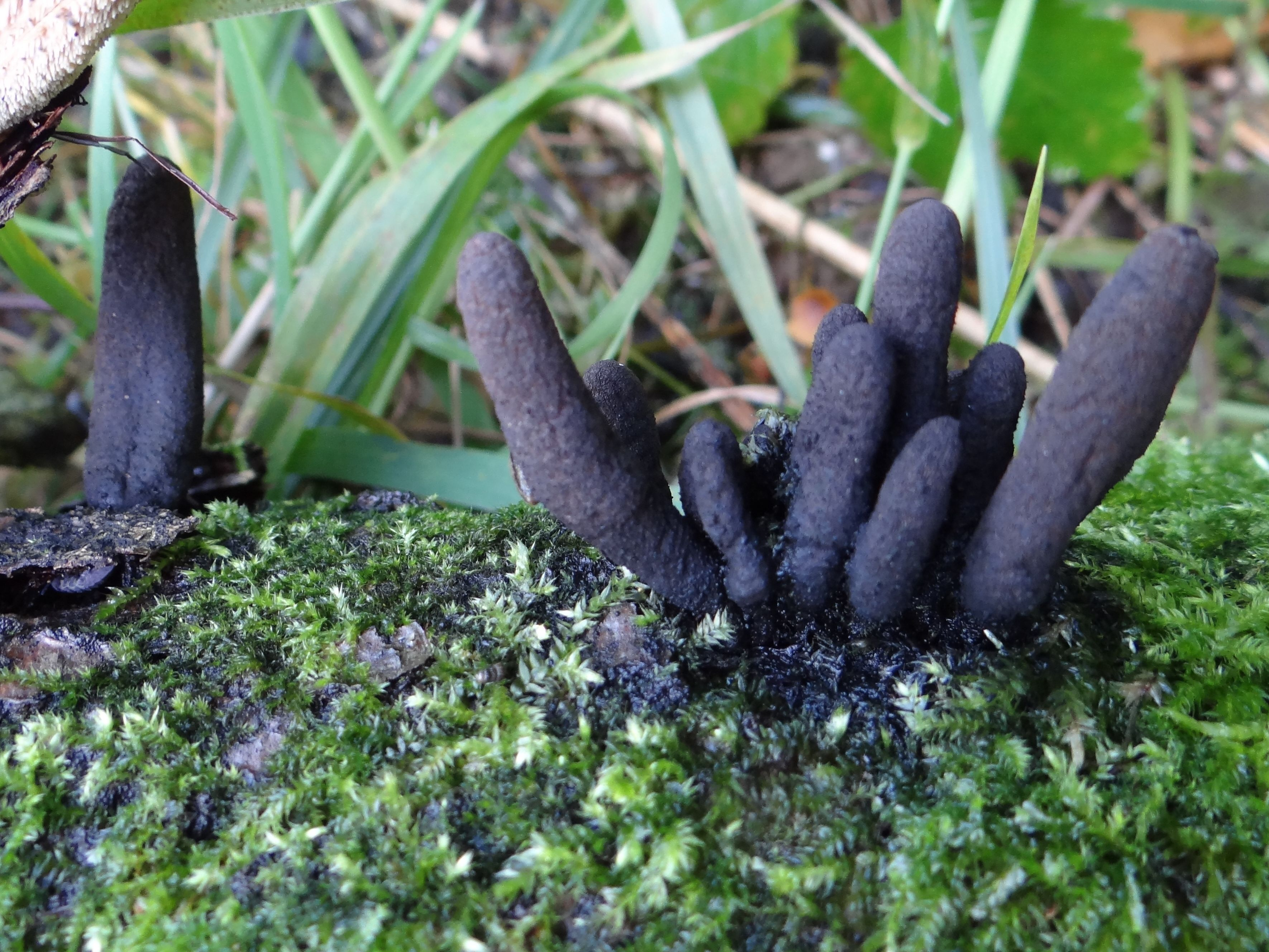
La Xylaire à long pied
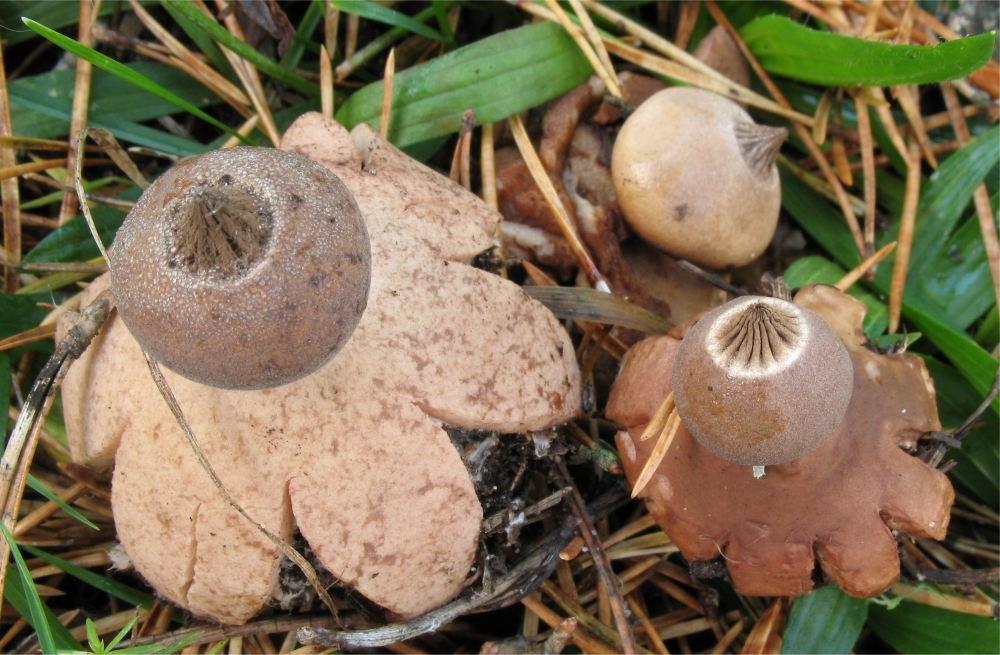
Le Géastre nain
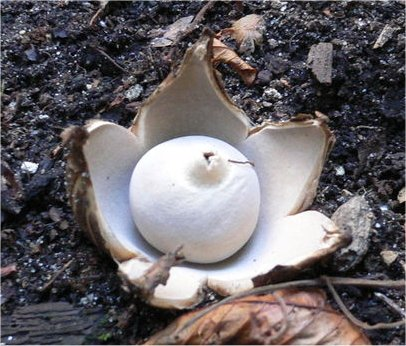
Le Géastre sessile
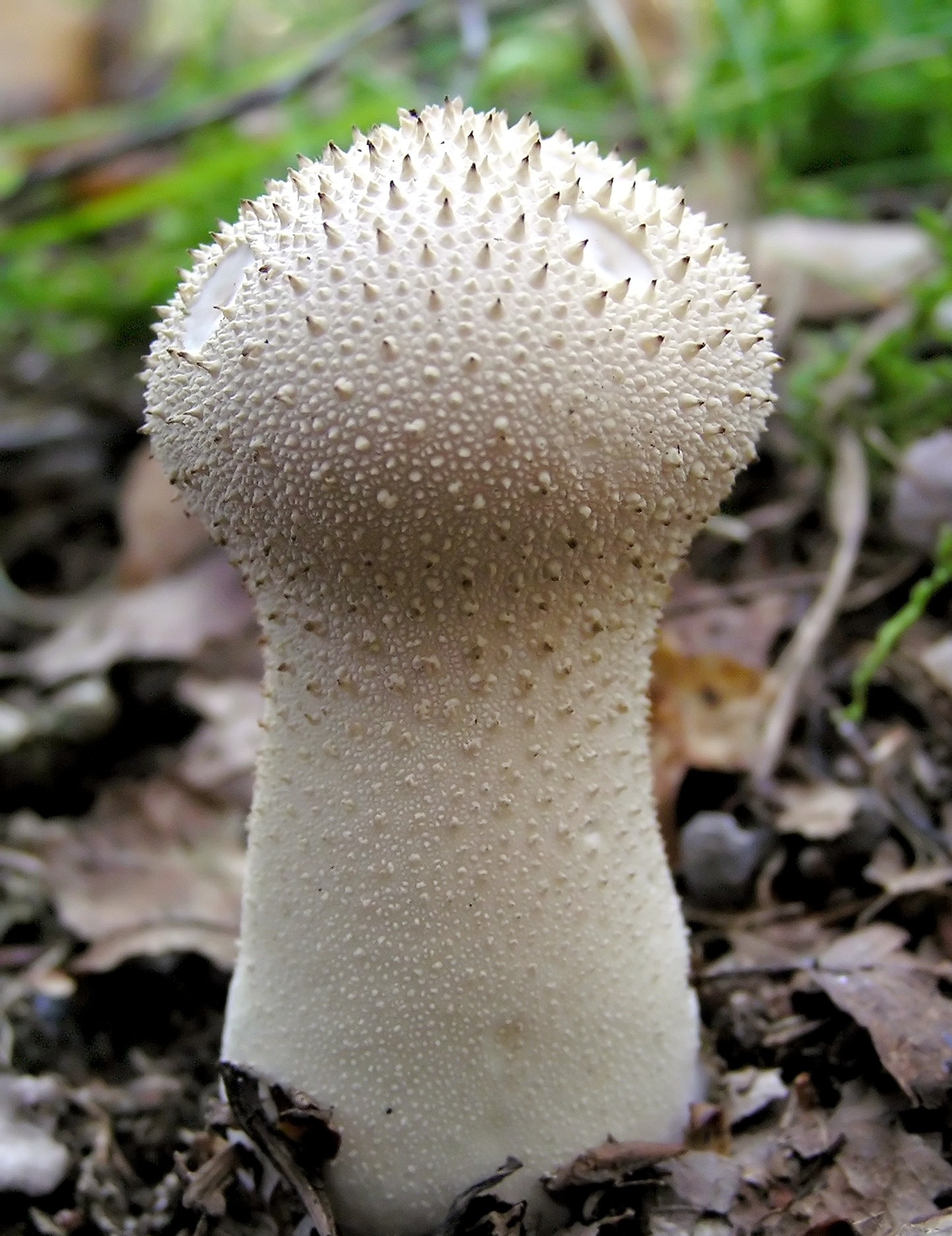
La Vesse-de-loup perlée
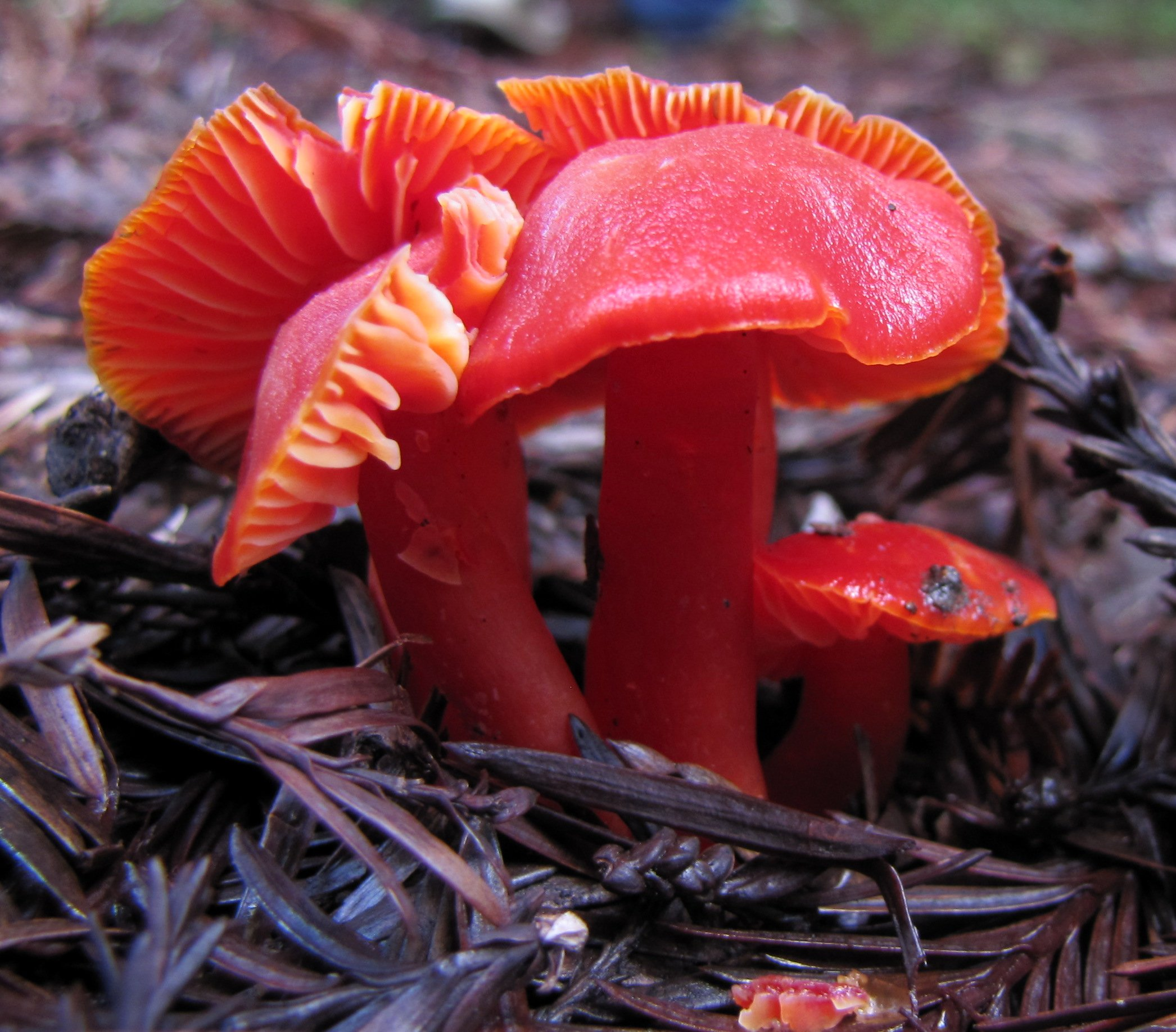
L'Hygrocybe cochenille
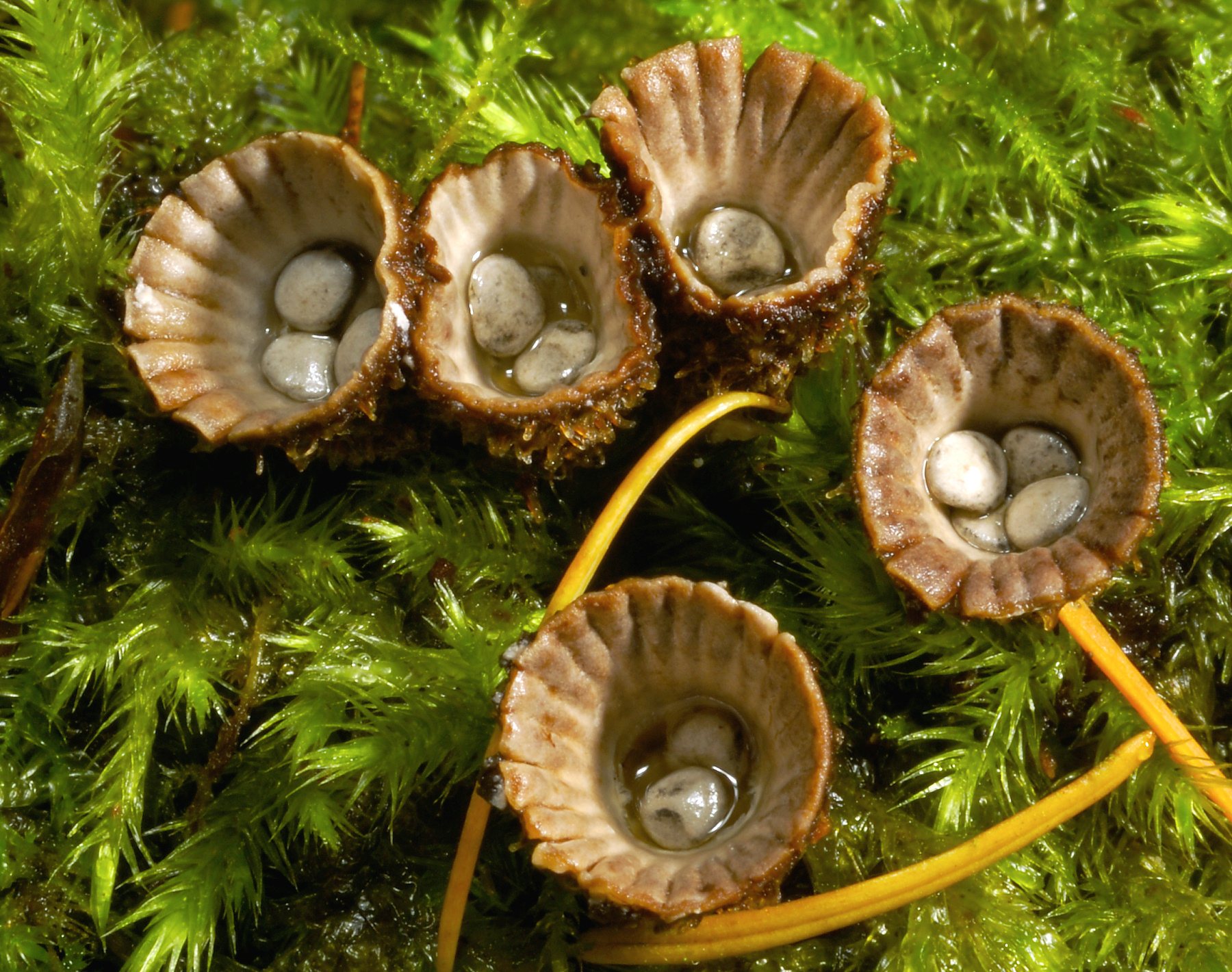
Le Cyathe strié
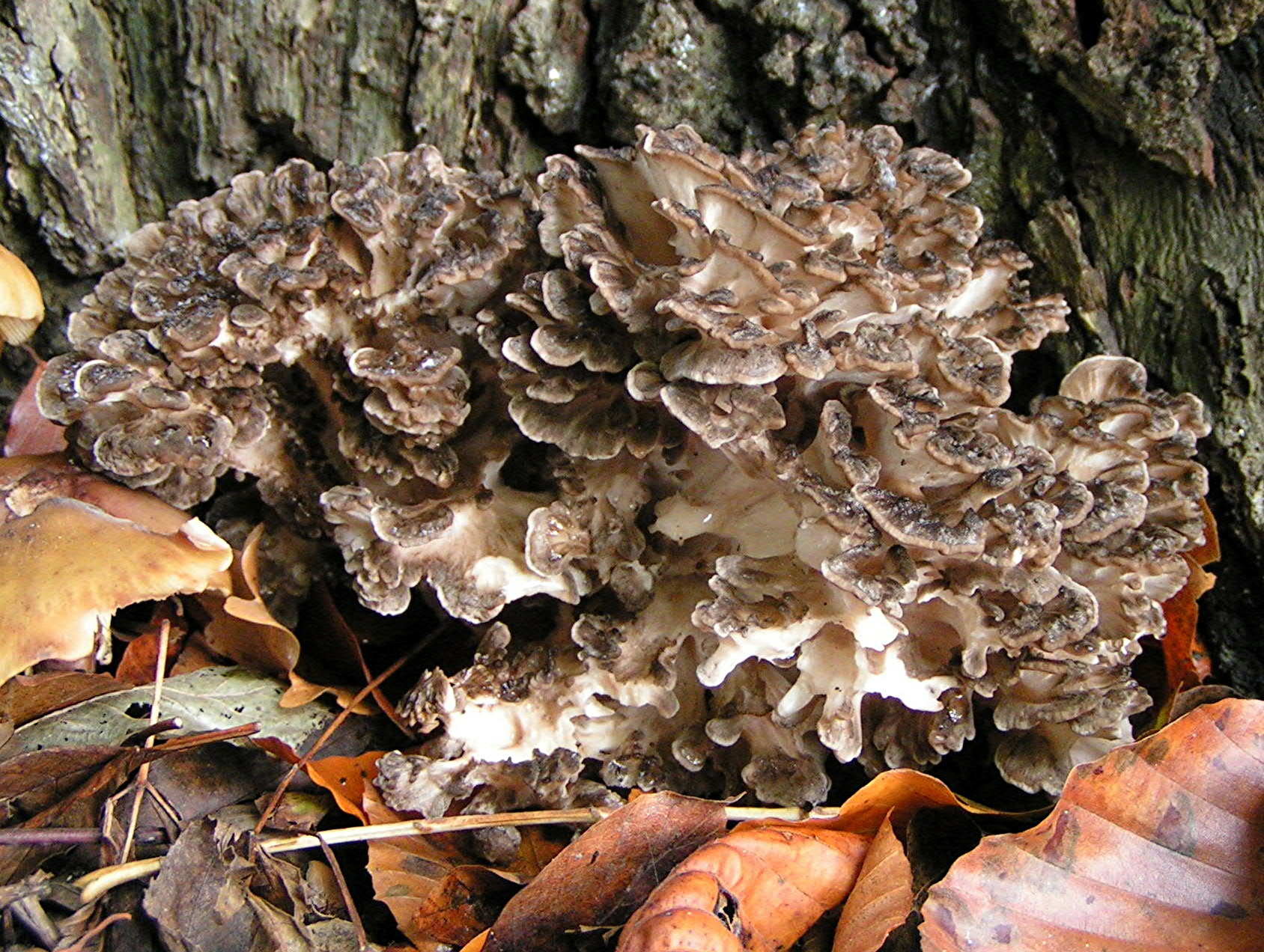
Le Polypore en touffe
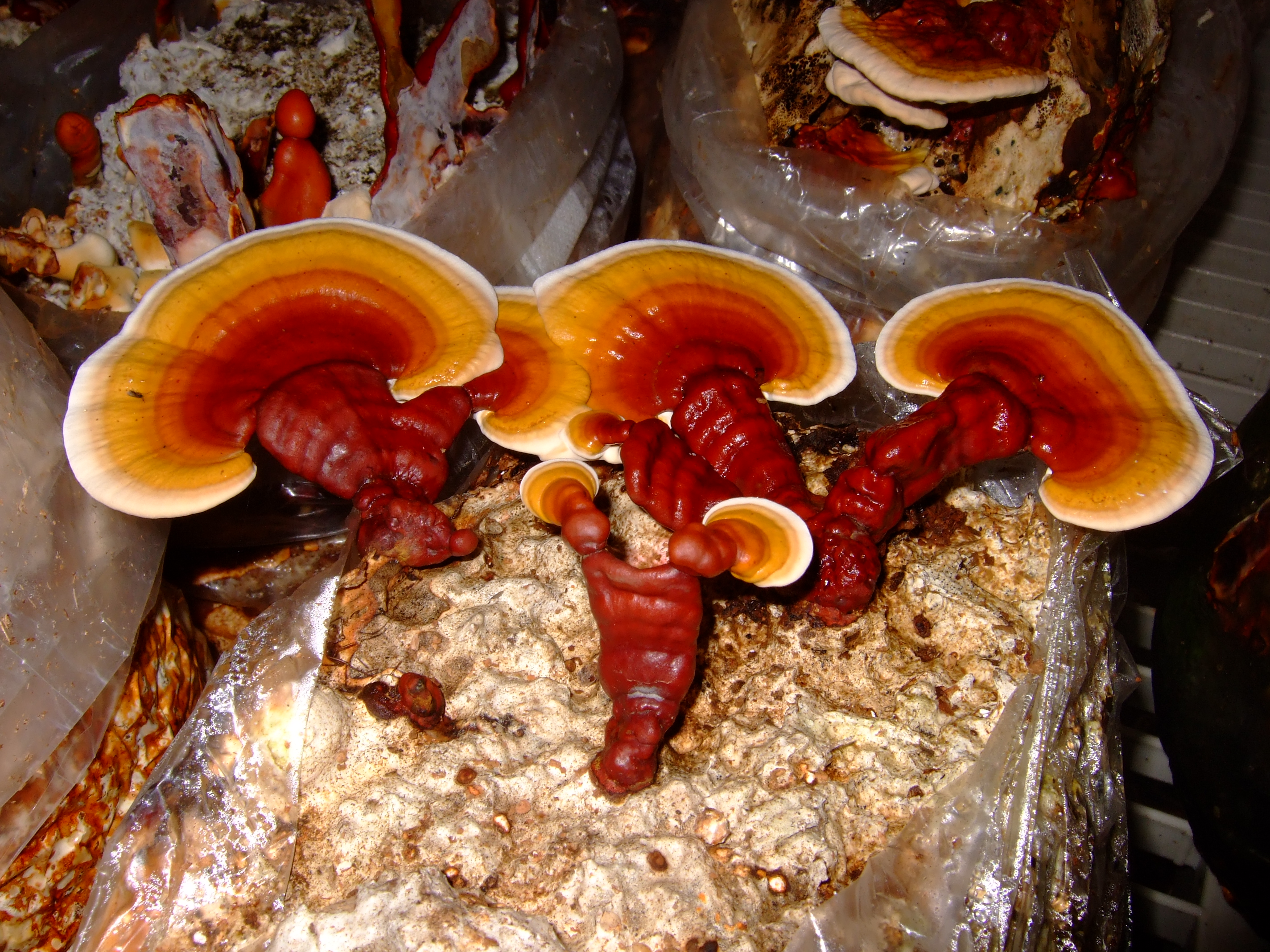
Le Ganoderme luisant

La loi de la Serbie relative à la protection des champignons protège plusieurs espèces présentes dans la réserve : le Cortinaire couleur de rocou (Cortinarius orellanus, le Géastre nain, l'Hydne en corail (Hericium clathroides), le Polypore hérissé (Inonotus hispidus), le Pleurote de l’olivier, le Polypore en touffe, la Clavaire élégante (Ramaria formosa) et deux espèces du genre Boletus dont on ignore si elles poussent encore sur le territoire de la réserve : le Bolet royal (Boletus regius) et le Bolet appendiculé (Boletus appendiculatus).

### Phytoplancton et zooplancton
Dans la réserve, le phytoplancton est représenté par 234 taxons, dont des algues du genre Batrachospermum. Le zooplancton est représenté par 220 taxons, dont 21 sont nouveaux et récemment découverts en Serbie.
On y trouve notamment l'Éponge lacustre (Spongilla lacustris) et la Méduse d'eau douce (Craspedacusta sowerbyi), ainsi qu'une espèce rare d'Oligochètes : Rynchelmnis limnosela. Tous ces organismes constituent de bon indicateurs de la qualité de l'eau. On peut encore citer des espèces comme Collotheca ornata cornuta, Lepadella apsida, Squatinella bifurca ou Monommata appendiculata.

### Faune

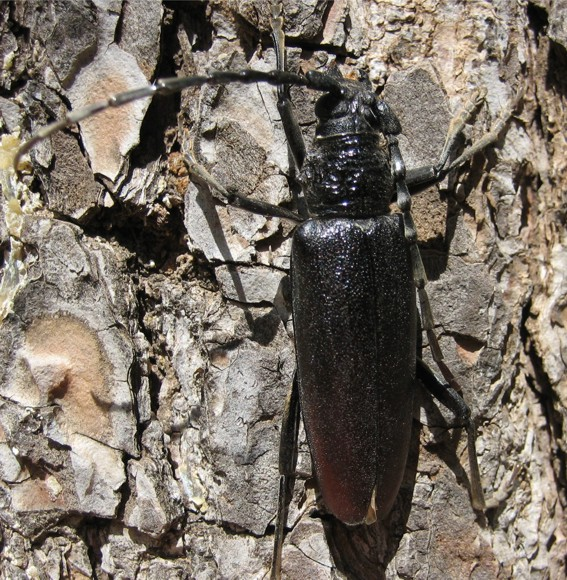
Le Capricorne du chêne

Sur les 250 espèces d'insectes recensées dans la réserves, 15 sont protégées en raison de leur rareté. Sur les 35 espèces de coléoptères enregistrées, 7 sont considérées comme rares en Serbie : Stenopterus similatus, Lampropterus femoratus, Cyrtoclytus capra, Pilemia tigrina, Agapanthia cynarae et Agapanthiola leucaspis. Stenopterus similatus et Agapanthia cynarae sont endémiques à la péninsule des Balkans. Deux autres espèces, le Capricorne du chêne (Cerambyx cerdo) et Morimus funereus, sont considérées comme « vulnérables », et font l'objet d'une protection particulière. La réserve abrite une espèce de criquet, Zeuneriana amplipennis, découverte et décrite en 1882 le long de la Save près de Zemun et de Belgrade et également localisée par Josif Pančić près de Makiš en 1883.
Zasavica abrite 27 espèces de reptiles et d'amphibiens ; 7 espèces de reptiles et 6 espèces d'amphibiens sont considérées par la Convention de Berne comme menacées. Deux espèces endémiques à la péninsule des Balkans vivent dans la réserve : Triturus dobrogicus, considéré comme « presque menacé », et une sous-espèce de Lézard des souches : Lacerta agilis bosnica.

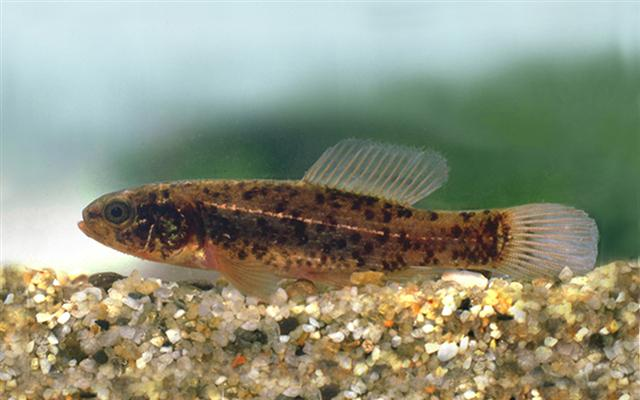
Le Poisson-chien

Les eaux de la réserve de Zasavica abritent 25 espèces de poissons, appartenant pour la plupart d'entre elles à la famille des Cyprinidae ; 22 d'entre elles sont indigènes. On y trouve par exemple la Gobie fluviatile (Neogobius fluviatilis), de la famille des Gobiidae, et  Gobio albipinnatus de la famille des Cyprinidae ou encore la Carpe commune (Cyprinus carpio), la Bouvière (Rhodeus sericeus), la Loche d'étang (Misgurnus fossilis) et la Loche de rivière (Cobitis taenia). Le Poisson-chien (Umbra krameri), présent dans les eaux de la réserve, est considéré comme « vulnérable ». Le Silure glane (Silurus glanis), indigène, a été réintroduit à Zasavica.

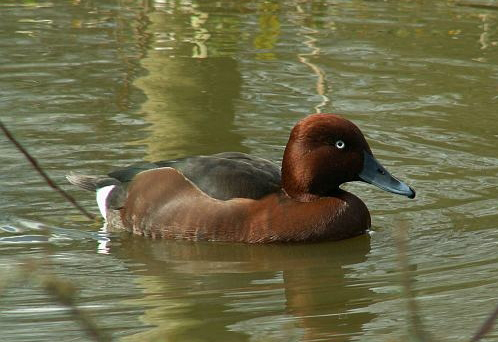
Le Fuligule nyroca

Environ 180 espèces d'oiseaux ont été repérés dans la réserve, dont 120 nichent dans le secteur. Parmi ces espèces, on peut citer la Gallinule poule-d'eau (Gallinula chloropus), le Grèbe castagneux (Podiceps ruficollis), la Foulque macroule (Fulica atra), la Rousserolle turdoïde (Accrocephalus arundinaceus), le Blongios nain (Ixobrychus minutus), le Canard colvert (Anas platyrhychos), la Caille des blés (Coturnix coturnix), la Cigogne blanche (Ciconia ciconia) et la Cigogne noire (Ciconia nigra), le Butor étoilé (Botaurus stellaris), la Pygargue à queue blanche (Haliaetus albicilla), le Busard des roseaux (Circus aeruginosus), le Faucon crécerelle (Falco tininculus), le Cygne tuberculé (Cygnus olor) et le Vanneau huppé (Vanellus vanellus). Le Vaneau huppé, comme le Fuligule nyroca (Aythya nyroca) qui est également présent dans la réserve, sont inscrits sur la liste rouges de l'UICN en tant qu'espèces « presque menacées ». Parmi les autres espèces d'oiseaux de Zasavica, on peut signaler le Bihoreau gris (Nycticorax nycticorax) et la Marouette ponctuée (Porzana porzana).

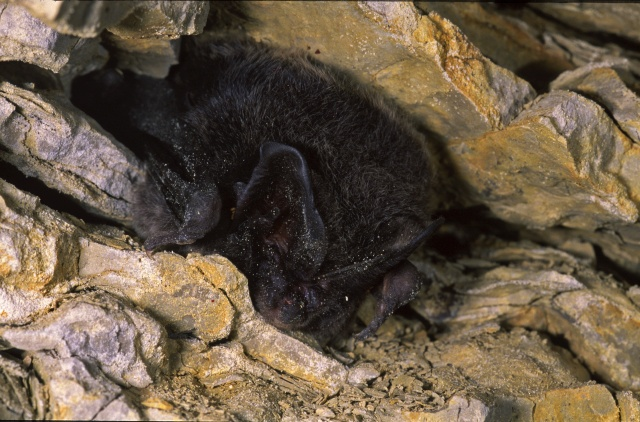
La Barbastelle d'Europe, en hibernation

De nombreuses espèces de mammifères vivent dans la réserve. On y trouve des insectivores comme le Hérisson des Balkans (Erinaceus roumanicus), la Musaraigne pygmée (Sorex minutus), la Musaraigne carrelet (Sorex araneus), la Musaraigne de Miller (Neomys anomalus), la Musaraigne des jardins (Crocidura suaveolens), la Musaraigne bicolore (Crocidura leucodon) et la Taupe d'Europe (Talpa europaea). Plusieurs espèces de Chiroptères (les chauves-souris) ont été recensées à Zasavica, comme le Grand rhinolophe (Rhinolophus ferrumequinum), le Murin à moustaches (Myotis mystacinus), le Murin de Brandt (Myotis brandtii), le Murin à oreilles échancrées (Myotis emarginatus), le Murin de Natterer (Myotis nattereri), le Murin de Bechstein (Myotis bechsteinii), considéré comme « presque menacé », le Grand murin (Myotis myotis), le Petit murin (Myotis blythii), le Murin de Daubenton (Myotis daubentonii), le Murin des marais (Myotis dasycneme, considéré comme « presque menacé », la Pipistrelle commune (Pipistrellus pipistrellus), la Pipistrelle soprane (Pipistrellus pygmaeus), la Pipistrelle de Nathusius (Pipistrellus nathusii), la Pipistrelle de Kuhl (Pipistrellus kuhlii), la Noctule de Leisler (Nyctalus leisleri), la Noctule commune (Nyctalus noctula), la Sérotine commune (Eptesicus serotinus), la Sérotine bicolore (Vespertilio murinus), la Barbastelle d'Europe (Barbastella barbastellus), considérée comme « presque menacée », l'Oreillard gris (Plecotus austriacus), l'Oreillard roux (Plecotus auritus) et le Minioptère de Schreibers (Miniopterus schreibersii), considéré comme « presque menacé ».

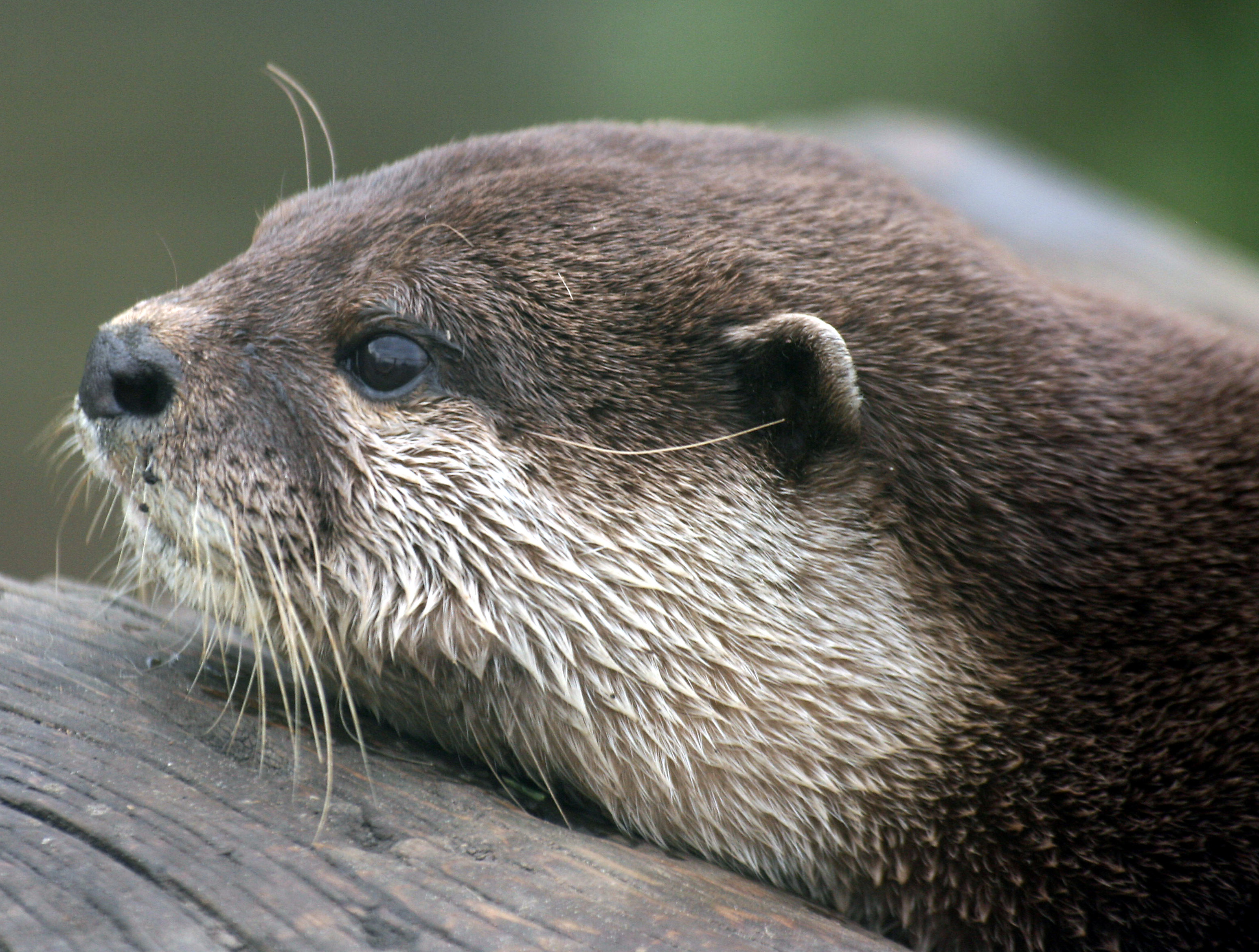
La Loutre d'Europe

Parmi les rongeurs, on peut citer l'Écureuil roux (Sciurus vulgaris), le Castor d'Europe (Castor fiber), le Hamster d'Europe (Cricetus cricetus), Spalax leucodon, le Campagnol roussâtre (Myodes glareolus ou Clethrionomys glareolus), le Grand campagnol (Arvicola amphibius), le Rat musqué (Ondatra zibethicus), le Campagnol souterrain (Microtus subterraneus), le Campagnol des champs (Microtus arvalis), le Campagnol agreste (Microtus agrestis), le Rat des moissons (Micromys minutus), le Mulot à collier (Apodemus flavicollis), le Mulot pygmée (Apodemus uralensis), le Mulot sylvestre (Apodemus sylvaticus), le Mulot rayé (Apodemus agrarius), le Surmulot (Rattus norvegicus), la Souris grise (Mus musculus), la Souris glaneuse (Mus spicilegus), le Loir gris (Glis glis), le Muscardin (Muscardinus avellanarius) et le Ragondin (Myocastor coypus). Parmi les lagomorphes figure le Lièvre d'Europe (Lepus europaeus).
Parmi les carnivores, on peut citer le Chacal doré (Canis aureus), le Renard roux (Vulpes vulpes), le Chien viverrin (Nyctereutes procyonoides), la Belette (Mustela nivalis), l'Hermine (Mustela erminea), le Putois (Mustela putorius), le Putois des steppes (Mustela eversmanni), la Martre (Martes martes), la Fouine (Martes foina), le Blaireau européen (Meles meles), la Loutre d'Europe (Lutra lutra), considérée comme « presque menacée » et le Chat sauvage (Felis silvestris).
Parmi les autres mammifères du secteur figurent le sanglier (Sus scrofa) et le chevreuil (Capreolus capreolus).

## Activités humaines
La réserve est le lieu de production du pule, un fromage à base de lait d'ânesse considéré comme le fromage le plus cher au monde (1 000 €/kg),.